# Artabotrys suaveolens
Artabotrys suaveolens este o specie de plante angiosperme din genul Artabotrys, familia Annonaceae. A fost descrisă pentru prima dată de Carl Ludwig von Blume, și a primit numele actual de la Carl Ludwig von Blume. Conform Catalogue of Life specia Artabotrys suaveolens nu are subspecii cunoscute.